# 存储单元

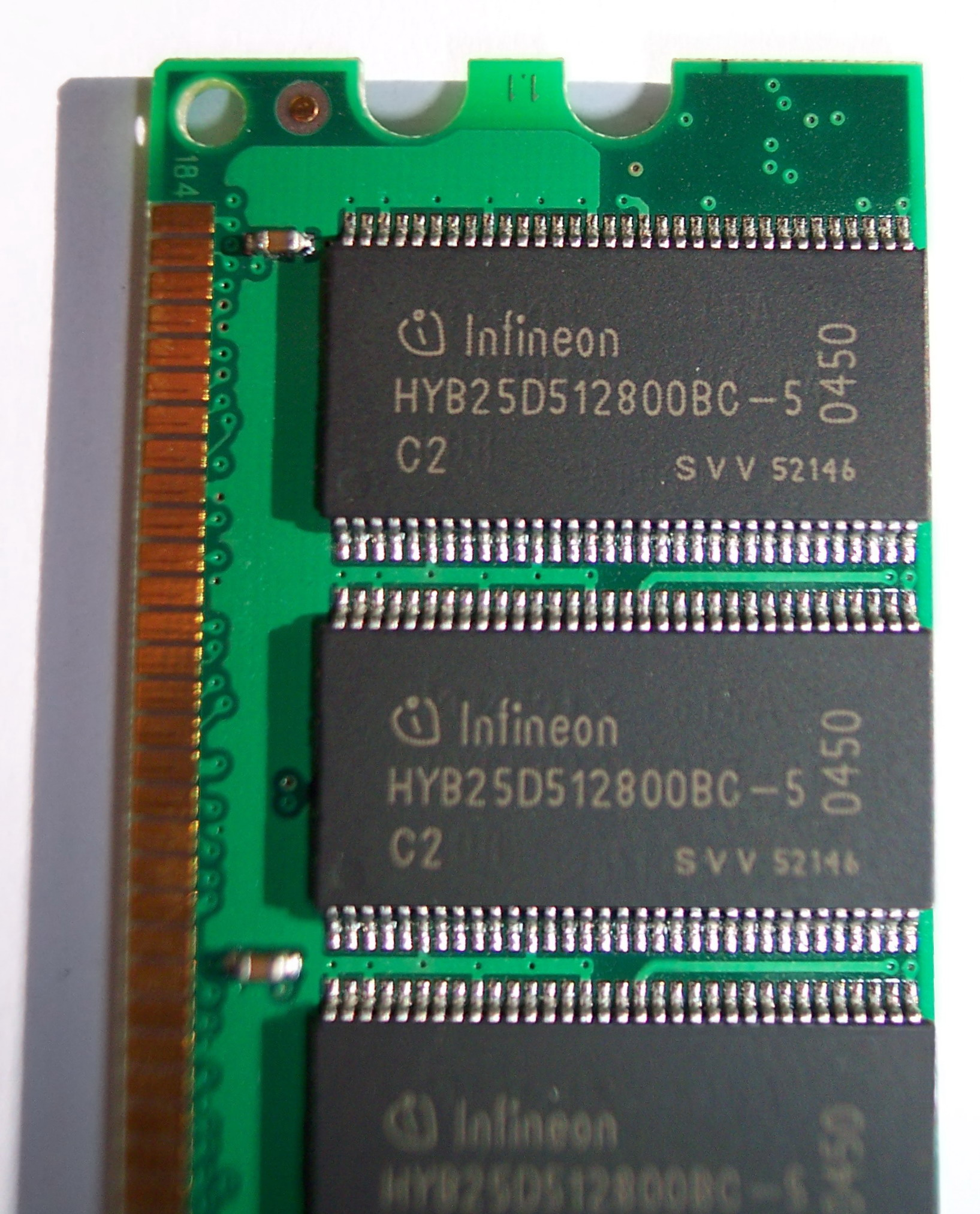
DDR存储单元

存储单元是電腦記憶體的基本组成部分。存储单元是一個存储一位二进制信息的电子电路。存儲器中有數萬個存储单元，每個存儲單元都有編號，稱為「存儲單元地址」 。存儲单元可以通過不同的技术来实现，例如双极性晶体管、 MOS和其他半导体器件。 无论是何种实现技术實現的存储单元，效果都不會改變。